# Gustave Alavoine
Pour les articles homonymes, voir Alavoine.
Gustave Alavoine (né à La Bassée le 12 juin 1824 et mort le 10 janvier 1869 à Lille) est un architecte français.

## Biographie
Formé aux écoles académiques de Lille, il entre dans les ateliers de Charles Benvignat à 17 ans.
Reçu architecte des communes en 1859, il travailla pour la ville de La Bassée.
Ses travaux principaux sont l'usine Walker sur le boulevard Montebello, des fabriques à Houplines et Deûlémont et plusieurs maisons sur Lille. Il fut expert auprès du tribunal de commerce de Lille.
Il est membre fondateur de la société des architectes du Nord en 1868.

## Réalisations
- 1845 : usine Walker & Cie, 21 boulevard Montebello, de 10 000 m2, où travaillent 700 ouvriers à la veille de 1914. Détruite durant la Seconde Guerre mondiale Façade visible dans Les châteaux de l'industrie [2].